# Belén, Guanajuato
Belén är en ort i Mexiko.   Den ligger i kommunen Apaseo el Alto och delstaten Guanajuato, i den centrala delen av landet, 180 km nordväst om huvudstaden Mexico City. Belén ligger 2 041 meter över havet och antalet invånare är 698.
Terrängen runt Belén är platt västerut, men österut är den kuperad. Runt Belén är det ganska tätbefolkat, med 78 invånare per kvadratkilometer. Närmaste större samhälle är Apaseo el Alto, 14,3 km nordväst om Belén. Omgivningarna runt Belén är en mosaik av jordbruksmark och naturlig växtlighet.